# Pseudo-Apolodoro
Pseudo-Apolodoro é o nome dado ao autor da Biblioteca, obra anteriormente atribuída a Apolodoro de Atenas (século II a.C.). 
Nada se sabe de sua vida ou de outras obras que porventura tenha escrito. É aceito entre os estudiosos que sua obra foi escrita no século I ou II d.C.
A Biblioteca é um apanhado de textos sobre mitologia grega, sendo uma das fontes mais completas sobre o assunto. Aparentemente, o Pseudo-Apolodoro era muito fiel às suas fontes. Por exemplo, a passagem da Biblioteca sobre Édipo é muito próxima do Édipo Rei, de Sófocles, assim como o texto sobre Alceste, filha de Pélias, está muito próxima da tragédia de mesmo nome, de Eurípedes.
Segundo James George Frazer, tradutor da Biblioteca para o inglês,  a principal fonte do texto teria sido Ferécides de Atenas, um mitógrafo do século V a.C. O texto da Biblioteca que chegou aos nossos dias é fragmentário. Existem dois manuscritos, idênticos em sua maior parte, que resumem o conteúdo da obra. A partir deles, Frazer escreveu  um  epítome em que procura preencher as lacunas do texto original.